# 紅桑 (桑屬)
紅桑（Morus rubra）是桑屬的一種落葉喬木，原產於北美洲中東部。它現在常見於美國，但在加拿大是一種瀕危植物。它可與白桑雜交。

## 形態
紅桑高度在10—15米（33—49英尺）之間，很少超過20米（66英尺），樹幹直徑在50 cm（20英寸）左右。葉互生，長7—18 cm（2.8—7.1英寸） ，寬8—12 cm（3.1—4.7英寸）。其葉片正面比白桑葉粗糙得多，葉底有絨毛。

## 外部連接
- Interactive Distribution Map of Morus rubra
- 维基共享资源上的相關多媒體資源：Morus rubra
- 維基物種上的相關：紅桑